# Engel
Engel är ett metalband från Göteborg som grundades 2002. Debutalbumet Absolute Design gavs ut i november 2007. Engel har turnerat runt om i Europa med band som In Flames, Dimmu Borgir, Atreyu och Dark Tranquillity.

## Biografi
Engel bildades musikåret 2004 av Niclas Engelin, tidigare bland annat i Passenger, och Rob Hakemo, tidigare Relevant Few. Debutalbumet Absolute Design släpptes 4 november 2007. Bandet bestod då även av sångaren Magnus "Mangan" Klavborn som tidigare sjungit i Headplate, basisten Mikael Håkansson som spelat i Evergrey samt Daniel "Mojjo" Moilanen som man bland annat kunnat finna bakom trummorna i Lord Belial, Relevant Few, Runemagick. Producent för albumet var Anders Fridén (In Flames) tillsammans med Daniel Bergstrand. I oktober-november 2007 turnerade Engel i Europa med Amon Amarth och Dimmu Borgir. Under senhösten genomförde bandet en Europaturné samman med Atreyu och Still Remains, vilken avslutades 2 december.
Den 11 december 2007 deltog Engel i ett evenemang i London anordnat av magasinet Metal Hammer kallat "Get in the Ring" där fyra band uppträdde i en boxningsring och där publiken samt Metal Hammers läsare röstade fram det bästa bandet. Övriga band som deltog var brittiska Evile och Viking Skull samt norska Goat the Head. Våren 2008 var Engel förband till In Flames på den första metalkonserten någonsin på nöjesfältet Gröna Lund.
Mikael Håkansson lämnade bandet i augusti 2008 och ny basist i bandet blev Steve Drennan. Under hösten spelade Engel i Skandinavien tillsammans med Dark Tranquillity och Dead by April med turnén Close Up Made Us Do It. Under 2009 turnerade Niclas Engelin med In Flames som ersättare för gitarristen Jesper Strömblad. Engel spelar sommaren 2009 på Arvikafestivalen i juli samt på Wacken Open Air den 1 augusti.
Engels andra fullängdsalbum Threnody släpptes i Japan på Trooper Entertainment den 7 april 2010. Producent denna gång är Tue Madsen som producerat bland annat Dark Tranquillitys album Fiction och We Are the Void. 
En första singel från albumet, "Sense the Fire", hade premiär på Bandit Rock 8 maj 2009 och gavs också ut på radiostationens samlingsalbum "Bandit Rock No 1". En video till låten, producerad av P A Nilsson tillsammans med bandet, publicerades på Engels webbplats 8 juli 2009. I februari 2010 släpptes en andra singel från Threnody, "To the End".
Engel meddelade 12 augusti 2010 att Daniel "Mojjo" Moilanen lämnar bandet och att ny trummis är Jimmy Olausson, tidigare i Marionette. I september tillkännagav Engel att bandet skrivit kontrakt med det franska skivbolaget Season of Mist som sedan gav ut albumet Threnody i Europa 8 november 2010.
Engels frontman Niclas Engelin är från februari 2011 även permanent gitarrist i In Flames.
I september 2011 gjorde bandet föreställningen "HELL" tillsammans med manskören Hellmans Drengar på Lorensbergsteatern i Göteborg. I samband med detta släpptes också den nyinspelade singeln "In Darkness". Singeln toppade svenska iTunes rocklista.
Den 18 maj 2012 släpptes tredje albumet med Engel, Blood Of Saints. En del festivalspelningar runt om i Europa följde och under hösten 2012 gjordes en Skandinavisk klubbturné.
Engel meddelade 9 november 2012 att Magnus "Mangan" Klavborn lämnar bandet och att sångare under den pågående turnén är Lennart Nilsson, tidigare medlem i Twelvestep. Den nya sångaren i bandet, Mikael Sehlin, debuterade när Engel uppträdde på första upplagan av Gothenburg Sound Festival 4 januari 2013, strax efter att nyheten publicerats på Engels facebooksida. 
I juni 2014 meddelade Jimmy Olausson att han lämnade Engel och ersattes då med trummisen Oscar Nilsson, Engel påbörjar samtidigt inspelningarna av sitt fjärde studioalbum. 26 november 2014 släpptes av Gain/Sony Engels fjärde fullängdsalbum titulerat Raven Kings 

## Medlemmar
Nuvarande medlemmar
- Niclas Engelin – gitarr (2004– )
- Marcus Sunesson – gitarr (2005– )
- Steve Drennan – basgitarr (2008– )
- Mikael Sehlin – sång (2013– )
- Oscar Nilsson – trummor (2014– )

Tidigare medlemmar

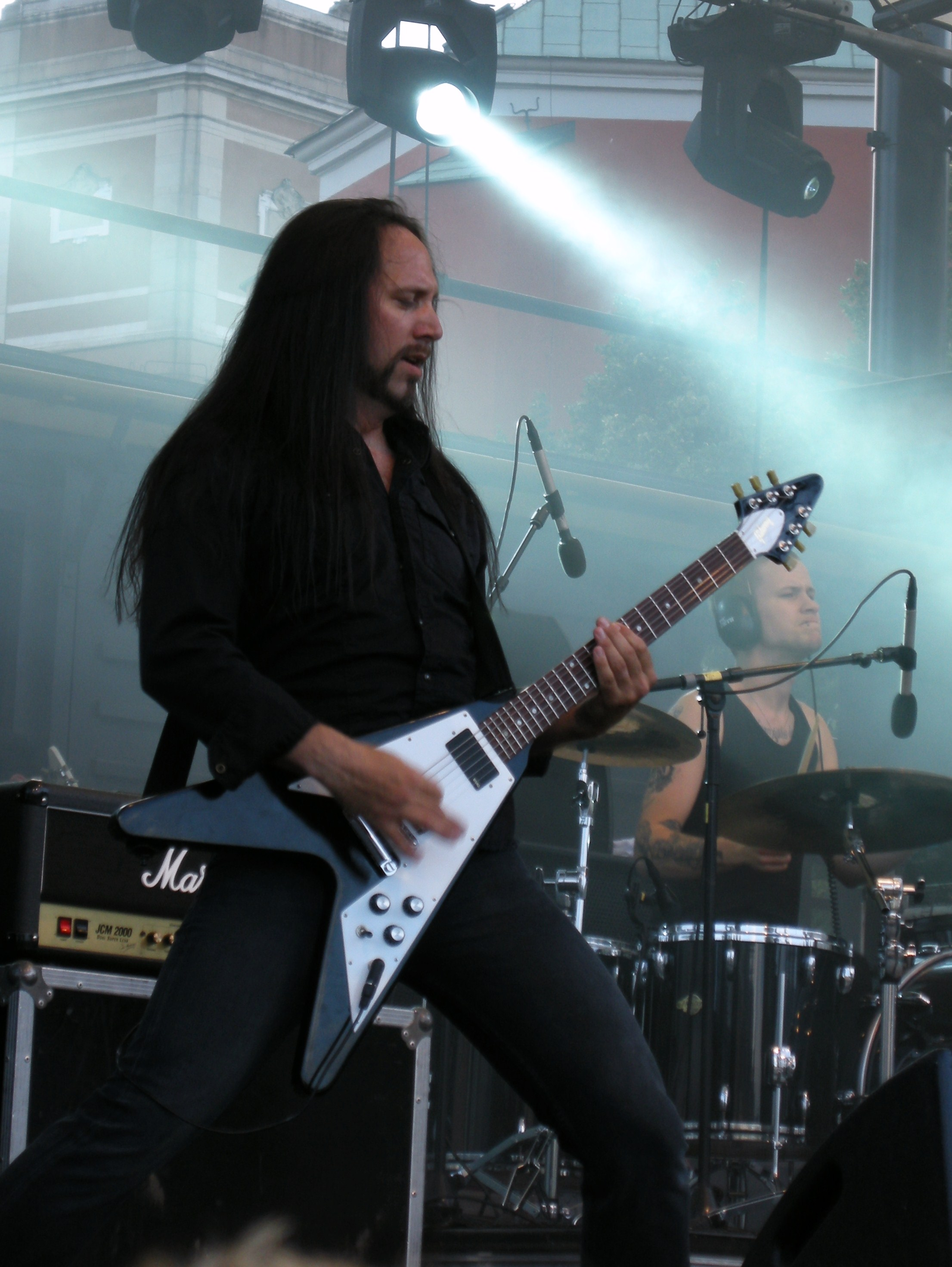
Niclas Engelin, gitarrist

- Magnus "Mangan" Klavborn – sång (2005–2012)
- Daniel "Mojjo" Moilanen – trummor (2005–2010)
- Rob Hakemo – basgitarr (2004–2006)
- Johan Andreassen – basgitarr (2006)
- Mikael Håkansson – basgitarr (2006–2008)
- Jimmy Olausson – trummor (2010–2014)

## Diskografi

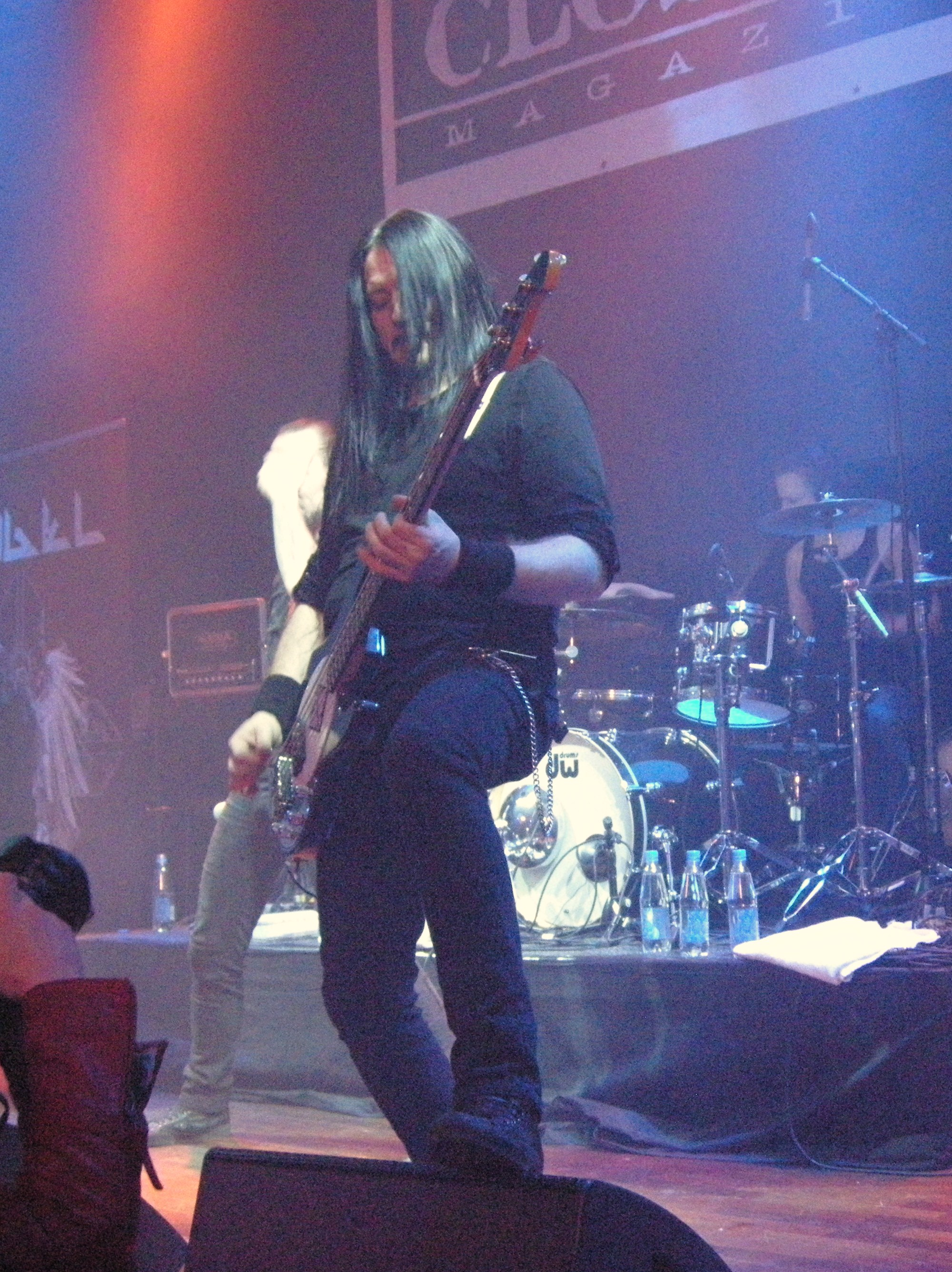
Steve Drennan, basgitarrist

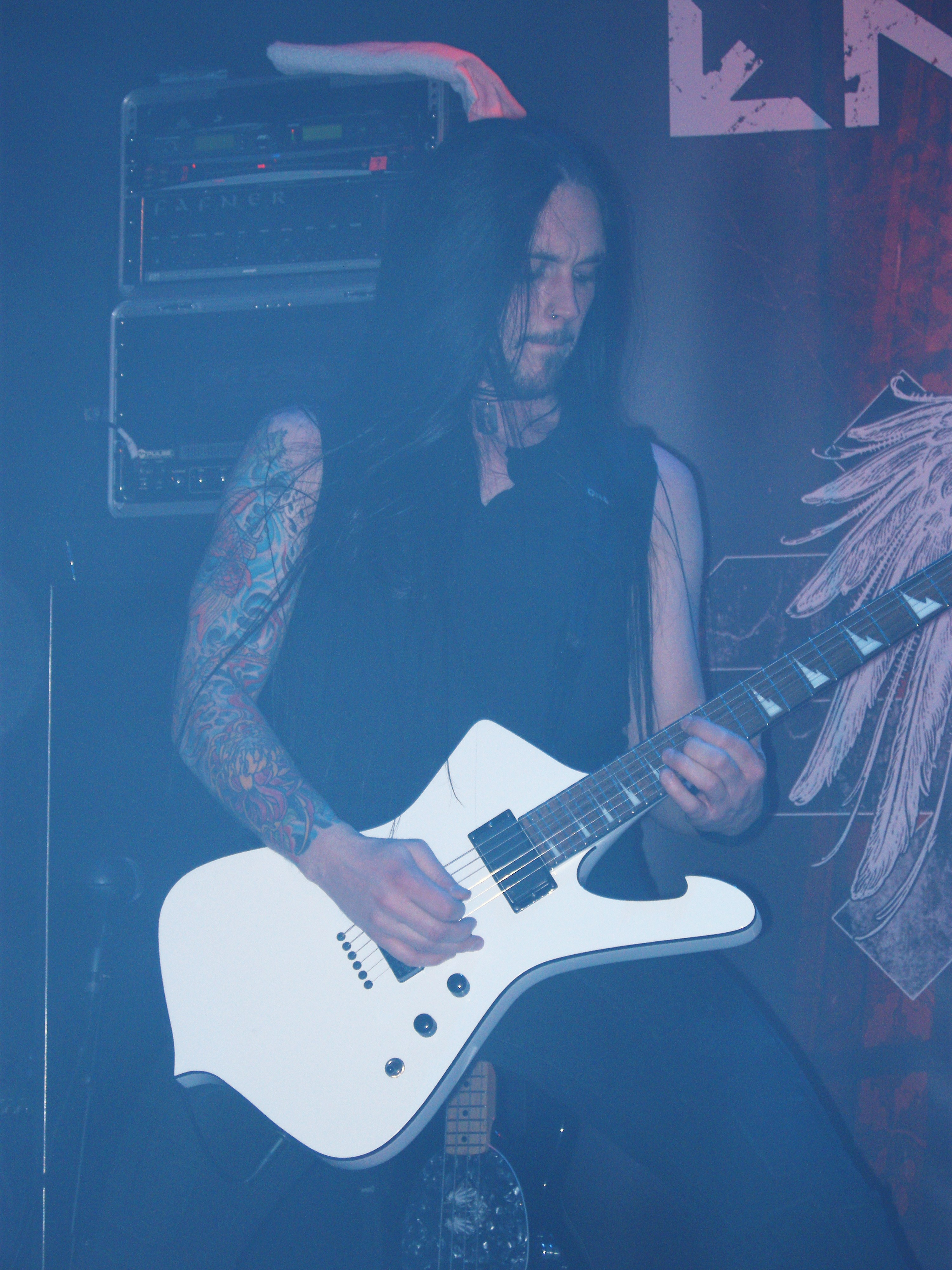
Marcus Sunesson, gitarrist

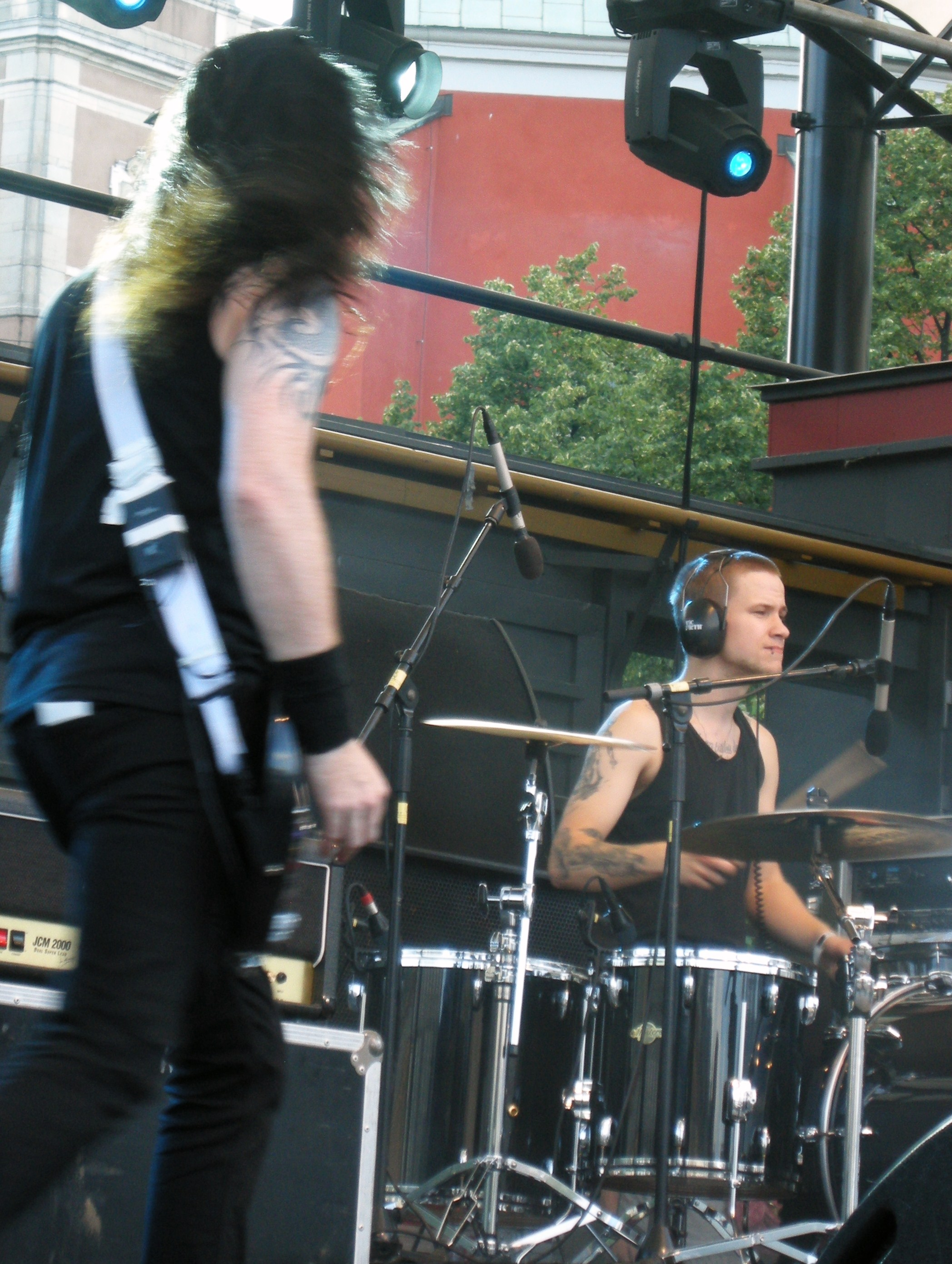
Jimmy Olausson, trummis 2010–2014

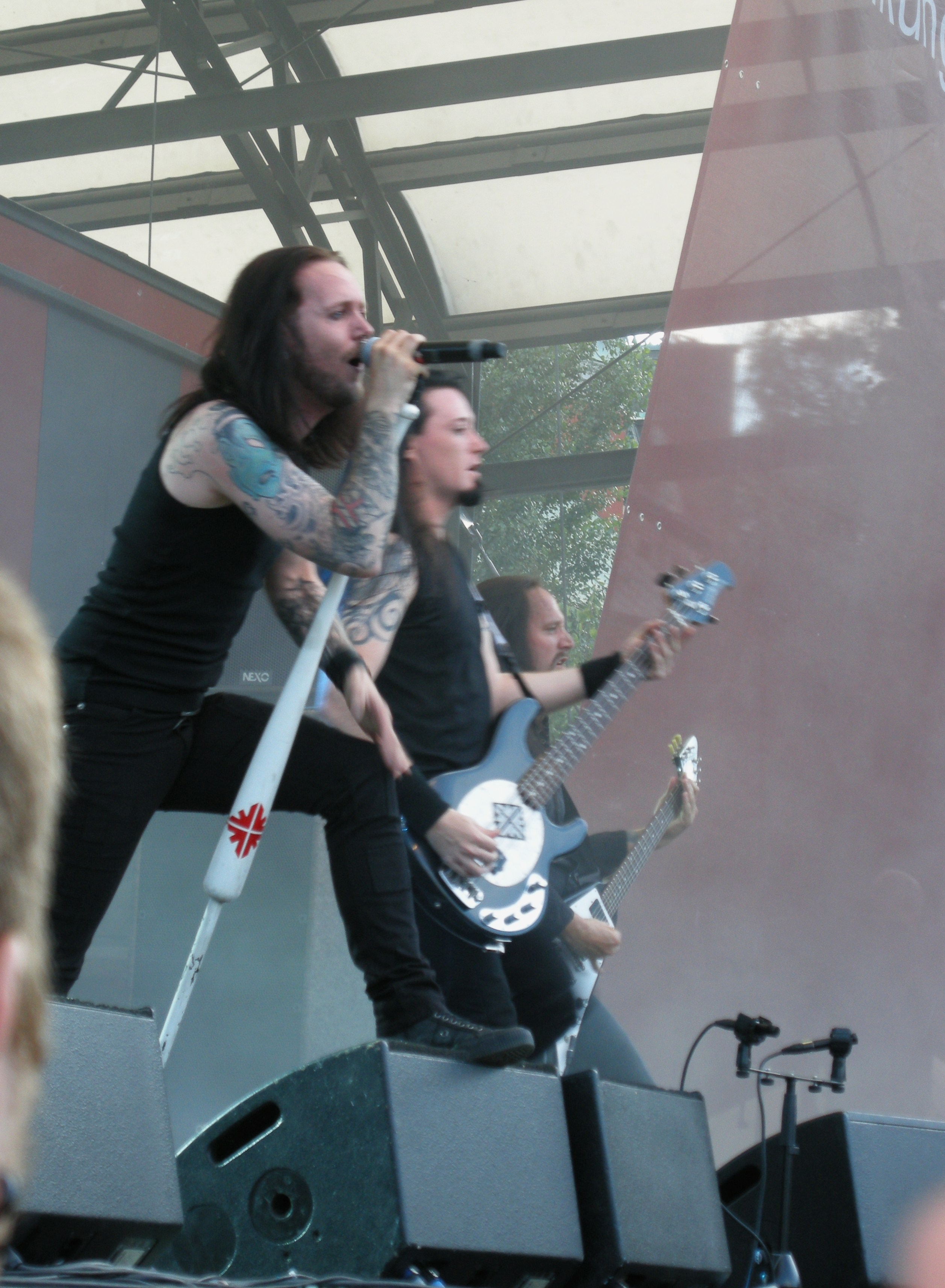
Magnus Klavborn, sångare 2005–2012

### Demo 2005
Total speltid: 14:09 
1. "Walk The Wounded"
2. "The Perfect Seed"
3. "Someone Died (And Made You God)"
4. "Weak"

### Demo 2006
1. "Casket Closing"
2. "Calling Out"
3. "Walk the Wounded"
4. "Poisoned Design"
5. "My Hero"
6. "Fearless"

### MCD Split 2007
Total speltid: 12:04
1. Iced Earth: "Setian Massacre" – 3:48
2. Type O Negative: "September Sun" – 4:34
3. Engel: "In Splendour" – 3:42

### Studioalbum
Absolute Design (2007)
Total speltid: 46:40
Låtlista:
1. "In Splendour" – 3:42
2. "Casket Closing" – 3:27
3. "Next Closed Door" – 3:14
4. "The Hurricane Season" – 3:37
5. "Propaganda" – 3:24
6. "The Paraclete" – 3:25
7. "Scyth" – 4:57
8. "Descend" – 4:51
9. "Trial & Error" – 3:23
10. "I'm the One" – 3:51
11. "Calling Out" – 4:28
12. "Seven Ends" – 4:16

Threnody (2010)
Total speltid: 44:13
Låtlista:
1. "Six Feet Deep" – 3:22
2. "Sense The Fire" – 4:20
3. "For Those Who Will Resist" – 3:41
4. "Feed The Weak" – 4:15
5. "To The End" – 4:01
6. "Every Sin (Leaves A Mark)" – 3:32
7. "Down" – 3:49
8. "Heartsick" – 4:33
9. "Threnody"
10. "Burn"
11. "Perfect Isis" – 6:10

Blood of Saints (2012)
Låtlista:
1. "Question your place"
2. "Frontline"
3. "Feel Afraid"
4. "Numb"
5. "Cash King"
6. "One good thing"
7. "Blood of Saints"
8. "Down to Nothing"
9. "Drama Queen"
10. "In Darkness"
11. "Journeys end"

Raven Kings (2014)
Låtlista: 
1. "Salvation"
2. "Your Shadow Haunts You"
3. "Denial"
4. "Fading Light"
5. "My Dark Path"
6. "I Am The Answer"
7. "When The Earth Burns"
8. "End Of Days"
9. "Sanctuary"
10. "Broken Pieces"
11. "Hollow Soul"

Abandon All Hope (2018)
Låtlista:
1. "The Darkest Void"
2. "The Legacy Of Nothing"
3. "Book Of Lies"
4. "As I Fall"
5. "Buried"
6. "Untouchable"
7. "Death Reversed"
8. "Across The Abyss"
9. "Gallows Tree"
10. "Abandon All Hope"
11. "The Condemned"